# Archidiecezja Cashel i Emly
Archidiecezja Cashel i Emly (ang. Archdiocese of Cashel and Emly, irl. Ard-Deoise Chaisil agus Imligh, łac. Archidioecesis Casheliensis o Cassiliensis et Emeliensis) – archidiecezja metropolitalna Kościoła rzymskokatolickiego w Irlandii. Powstała w X wieku jako diecezja Cashel, zaś od 1152 roku jest archidiecezją. Obecną nazwę nosi od roku 1718, w którym nastąpiło połączenie archidiecezji Cashel z diecezją Emly. W przełożeniu na świecki podział administracyjny archidiecezja położona jest we wschodniej części prowincji Munster.

## Główne świątynie
- Archikatedra: Katedra Wniebowzięcia Najświętszej Maryi Panny w Thurles

## Biskupi diecezjalni (od 1718)
- Christopher Butler (1718–1757)
- James Butler [I] (1757–1774)
- James Butler [II] (1774–1791)
- Thomas Bray (1792–1820)
- Patrick Everard (1820–1821)
- Robert Laffan (1823–1833)
- Michael Slattery (1833–1857)
- Patrick Leahy (1857–1875)
- Thomas William Croke (1875–1902)
- Thomas Fennelly (1902–1913)
- John Mary Harty (1913–1946)
- Jeremiah Kinane (1946–1959)
- Thomas Morris (1959–1988)
- Dermot Clifford (1988–2014)
- Kieran O’Reilly SMA (od 2014)